# Йомбе, Леон
Леон Йомбе (фр. Léon Yombe; род. 7 апреля 1944) — конголезский легкоатлет, выступавший в беге на короткие дистанции. Участник летних Олимпийских игр 1964 года. Первый спортсмен, представлявший Республику Конго на Олимпийских играх.

## Биография
Леон Йомбе родился 7 апреля 1944 года.
В 1964 году вошёл в состав сборной Республики Конго на летних Олимпийских играх в Токио. В беге на 100 метров занял в забеге 1/8 финала 5-е место, показав результат 10,87 секунды и уступив 0,25 секунды попавшему в четвертьфинал с 3-го места Роже Бамбюку из Франции.
Йомбе стал первым спортсменом, представлявшим Республику Конго на Олимпийских играх. В сборную страны помимо него входил прыгун в высоту Анри Эленде, но он стартовал позже.

## Личный рекорд
- Бег на 100 метров — 10,6 (1964)[4]